# Тупчієнко Костянтин Веніамінович
Костянтин Веніамінович Тупчієнко (13 серпня 1970) — радянський та український футболіст, захисник та нападник.

## Кар'єра
Від 1989 по 1991 роки грав за херсонський «Кристал», провів 115 матчів й забив 2 голи в 2-й лізі. Від 1992 по 1993 роки виступав за херсонський клуб вже в першості України, в 60 зустрічах забив 7 м'ячів, 3 гри провів у Кубкові.
Восени 1993 року захищав кольори жовтоводського «Сіріуса», в 7 матчах забив 2 голи. 1994 року поповнив лави львівських «Карпат», в складі яких дебютував у Вищій лізі України, де провів 12 зустрічей та забив 1 матч. Крім того, відіграв 2 матчі в 1/4 Кубку і вніс свій вклад у вихід команди до півфіналу розіграшу 1993/94.
У 1994 році Костянтин Тупчієнко поїхав грати до Росії, де розпочав виступи за ростовський «Істочнік». Від 1995 по 1996 рік виступав за таганрозьке «Торпедо», в 68 іграх забив 4 голи. Влітку 1997 року повернувся до «Кристалу», за який провів 16 матчів та забив 2 мёячі в першості, а також зіграв 4 зустрічі та забив 1 гол в Кубкові України.
1998 року поповнив лави «Кубані», але в складі не закріпився, провів лише 3 гри. В червні перейшов до «Динамо» з невеличкого містечка Цюрупинськ, яке виступало в першості Херсонської області.
В серпні 1998 був прийнятий до кіровоградської «Зірки», де виступав по червень 1999 року, провів за цей час 4 матчі за основний склад в чемпіонаті України та 16 зустрічей, в яких забив 1 м'яч, в першості за «Зірку-2».
2000 року знову грав за клуб з Херсона, який в той час носив назву «СК Херсон», в 10 матчах першості забив 1 гол, ще 2 зустрічі провів у Кубкові України.

## Досягнення
- Півфіналіст Кубку України: 1993/94